# برناردو دو مونته گودو

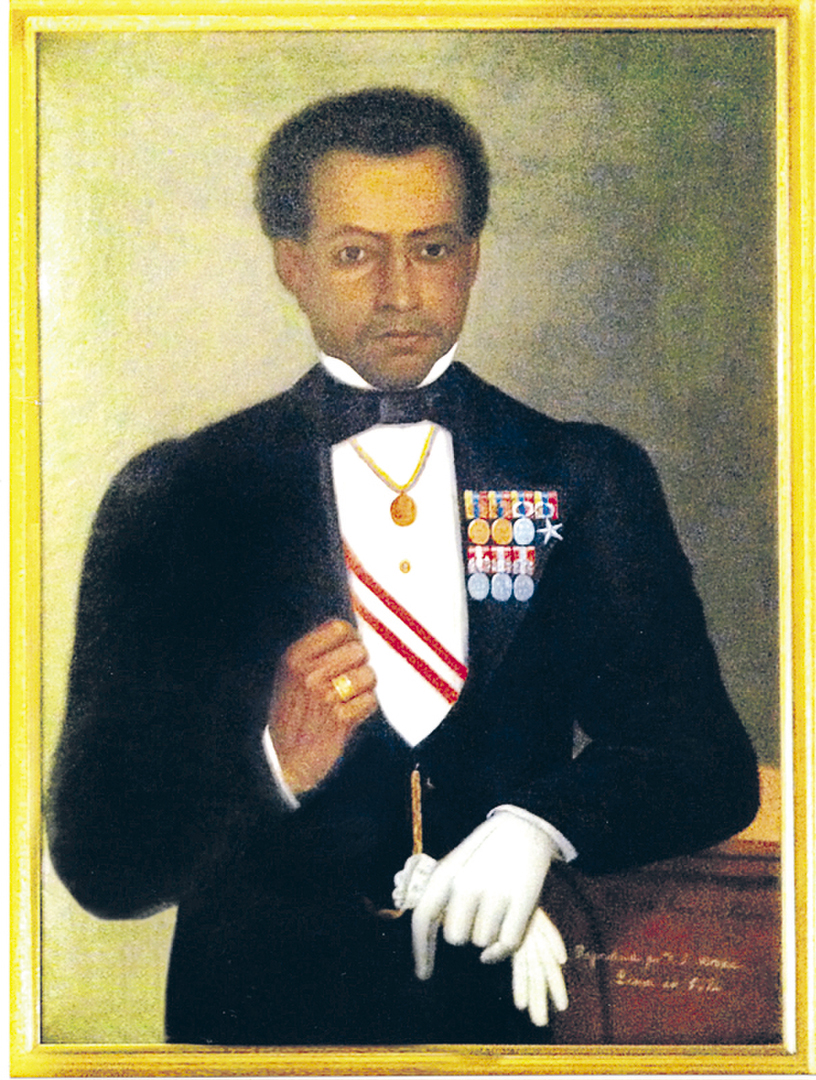
تصویری از سال ۱۸۷۶

برناردو دو مونته گودو (به اسپانیایی: Bernardo de Monteagudo) (۱۷۸۹–۱۸۲۵) یک فعال سیاسی و انقلابی بود. او در مبارزات آزادیبخش آمریکای جنوبی، به ویژه در آرژانتین شرکت کرد. وی در سانتیاگو دوتوکومان آرژانتین به دنیا آمد و در لیما ترور شد.
او به احتمال زیاد از نژادهای مختلط بود، اجدادش به بردگان آفریقایی نیز می‌رسید. او در قرون ۱۸ و ۱۹ یک شخصیت کلیدی در میان آفریقایی‌تبارها بود.

## در توکومان و کوردوبا
برناردو مونته آگودو در سانتیاگو دوتوکومان به دنیا آمد، پدرش میگل مونته آگودو اسپانیایی و مادرش کاتالینا کاسرس براماجو توکومان بود. برخی از مورخان از این ایده حمایت می‌کنند که مادرش برده کلیسا بود، و بعداً او با یک سرباز اسپانیایی‌الاصل ازدواج کرد که یک مغازه خواربار فروشی راه‌اندازی کرد و با آن هزینه تحصیل پسرش در رشته حقوق را پرداخت کرد. در بزرگسالی، دشمنان سیاسی او در صدد تبعیض علیه او با استفاده از معیارهایی برآمدند که در مستعمرات اسپانیا توسط اساسنامه پاکیزگی خون تعیین شده بود، آنها می‌گفتند که مادرش از بردگان بومی یا آفریقایی‌تبار است و لذا او یک دورگه زامبو یا مولاتو است.
او تنها بازمانده از یازده فرزند یک خانواده بود و دوران کودکی خود را در تنگنای نسبی اقتصادی گذراند. در زمان مرگش و پس از آنکه ثروت خود را صرف کمک به پسرش کرده بود، برای پدرش یک فروشگاه مواد غذایی و یک برده باقی مانده بود. او در کوردوبا در رشته حقوق درس خواند.

## در پرو علیا

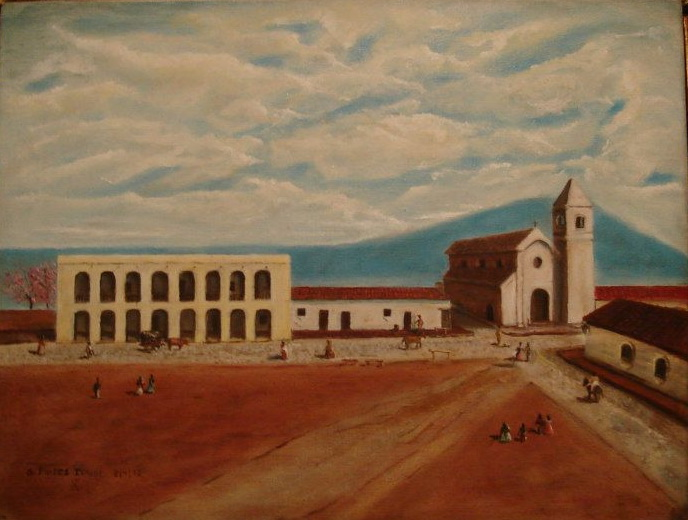
توکومان در زمان جنگ استقلال

مونته گودو با کمک و توصیه یکی از دوستان کشیش پدرش وارد دانشگاه چوکیساکا شد. در آنجا در رشته حقوق در سال ۱۸۰۸ فارغ‌التحصیل شد و به عنوان مدافع فقرا شروع به کار کرد.

در همان سال و با عیان شدن تهاجم فرانسوی ناپلئون بناپارت به اسپانیا، مونته گودو نمایشنامه‌ای با عنوان گفتگوی بین آتاهوالپا و فرناندو هفتم نوشت. در آن نوشته، او گفتگویی خیالی بین آتاهوالپا، آخرین پادشاه امپراتوری اینکا که توسط مهاجمان اسپانیایی ترور شد، و فرناندو هفتم، که توسط مهاجمان فرانسوی از پادشاهی اسپانیا خلع شد، را بازسازی کرد. در این اثر، مونته گودو، که هنوز به هجده سالگی هم نرسیده بود، قیاس معروف چوکیساکا را فرموله کرد:
آیا باید سرنوشت اسپانیا را در آمریکا دنبال کرد یا مقاومت کرد؟ سرخ‌پوستان بومی قلمرو شخصی پادشاه اسپانیا هستند؛ پادشاه از حکومت منع می‌شود؛ پس بومی‌ها باید خودشان حکومت کنند.
برناردو دو مونته گودو، گفتگوی بین آتاهوالپا و فرناندو هفتم، ۱۸۰۸

## در آرژانتین
مونته گودو در سال ۱۸۱۱ پس از مرگ ماریانو مورنو وارد بوئنوس آیرس شد. این بعد از انقلاب ۵ و ۶ آوریل ۱۸۱۱ بود که جناح رادیکال انقلاب مه را از دولت جدا کرد و قدرت جناح محافظه‌کار به رهبری ساودرا را تضمین کرد. او دفاع چند تن از متهمان از جمله کاستلی را در دادگاه به عهده گرفت تا مسئولیت شکست هوآکی را بپذیرد. او سردبیر روزنامه لا گازت بوینس آیرس بود و در این کار همراه ویسنته پازوس سیلوا بود که اما او بعداً دشمن او شد و او را به یک «زاهد بدعت‌گذار» متهم کرد. او در تدوین قانون اساسی موقت که بر اساس آن دولت باید تا جلسه مجمع مؤسسان عمومی اداره شود، تأثیر گذاشت. این اولین مورد از قانون اساسی بود که در حوزه مخروط جنوبی آمریکا صادر شده بود.
او از سیاست مورنیستا مبنی بر حفظ یک اقدام دائمی هوشیاری و سوءظن در مقابل اسپانیایی‌های شبه‌جزیره دفاع کرد. در سال ۱۸۱۲، در زمان دولت موقت اول، او از شکایت و تحقیق وزیر برناردینو ریواداویا در مورد توطئه‌ای علیه دولت به رهبری تاجر و فعال سابق اسپانیایی مارتین د آلزاگا حمایت کرد.

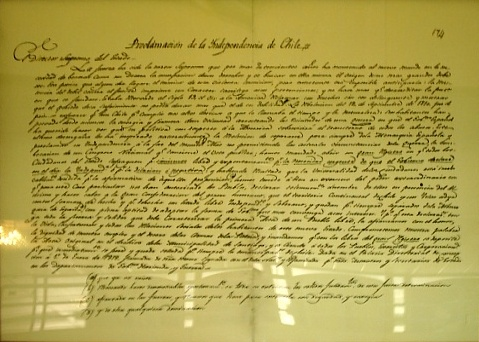
قانون اعلام استقلال شیلی، منسوب به مونته گودو

## در شیلی، مندوزا و سن لوئیس
در سال ۱۸۱۷، چند روز پس از نبرد چاکابوکو، مونته گودو از کوه‌های آند گذشت و خود را زیر نظر خوزه د سن مارتین به عنوان ممیزی ارتش آند قرار داد. در ژانویه ۱۸۱۸ او بیانیه استقلال شیلی را نوشت (این نوشته را میگل دو زانیارتو مورد مناقشه قرار داد)، او سپس یکی از معتمدین و مشاور برناردو اوخیگینس و همچنین یکی از اعضای انجمن مخفی لائوتارو شد.
آنگاه که بعد از شکست میهن‌پرستان از اسپانیایی‌ها در جنگ کانچا رایادا یاس مستولی شده بود، مونته گودو به مندوزا بازگشت تا مجدداً نیروها را سازماندهی کند. اقدامی که تاریخ‌نگاری شیلیایی آن را به عنوان یک عمل بزدلانه توصیف می‌کند که نمونه‌ای از وضعیت او به‌عنوان یک مرد اهل قلم و نه اهل سلاح است. اما زمانی که به آنجا رسید متوجه شد ارتش آند دوباره سازماندهی شده و سن مارتین و اوهیگینز هنوز زنده هستند. مدتی بعد و پس از آنکه میهن‌پرستان در نبرد مایی پو به پیروزی رسیدند او در اعدام فراقانونی برادران خوان خوزه و لوئیس کاررا، و احتمالاً در قتل مانوئل رودریگز اردویزا، که در بازداشت هیگینزبود، شرکت داشت. کاررا و رودریگز اعضای یک جریان استقلال‌طلب بودند که رو در رو با سن مارتین و اوهیگینز مخالف بودند.

## در پرو
در سال ۱۸۲۱ مونته آگودو به عنوان ممیزی ارتش آرژانتین در پرو به نیروهای آزادسازی تحت فرماندهی سان مارتین پیوست و جایگزین آنتونیو آلوارز یونته که اخیراً درگذشته بود شد. اولین موفقیت او متقاعد کردن فرماندار منطقه تروخیو برای پیوستن به میهن‌پرستان بود. او مارکیز توره تاگل، اولین رئیس‌جمهور آینده پرو (با عنوان نماینده عالی پرو) بود.